# Cyanolipton metallicum
Cyanolipton metallicum är en skalbaggsart som först beskrevs av Aurivillius 1910.  Cyanolipton metallicum ingår i släktet Cyanolipton och familjen långhorningar. Inga underarter finns listade i Catalogue of Life.